# Maskfingersvamp
Maskfingersvamp (Clavaria fragilis) är en svampart som beskrevs av Holmsk. 1790. Maskfingersvamp ingår i släktet Clavaria och familjen fingersvampar.  Arten är reproducerande i Sverige. Inga underarter finns listade.

## Källor

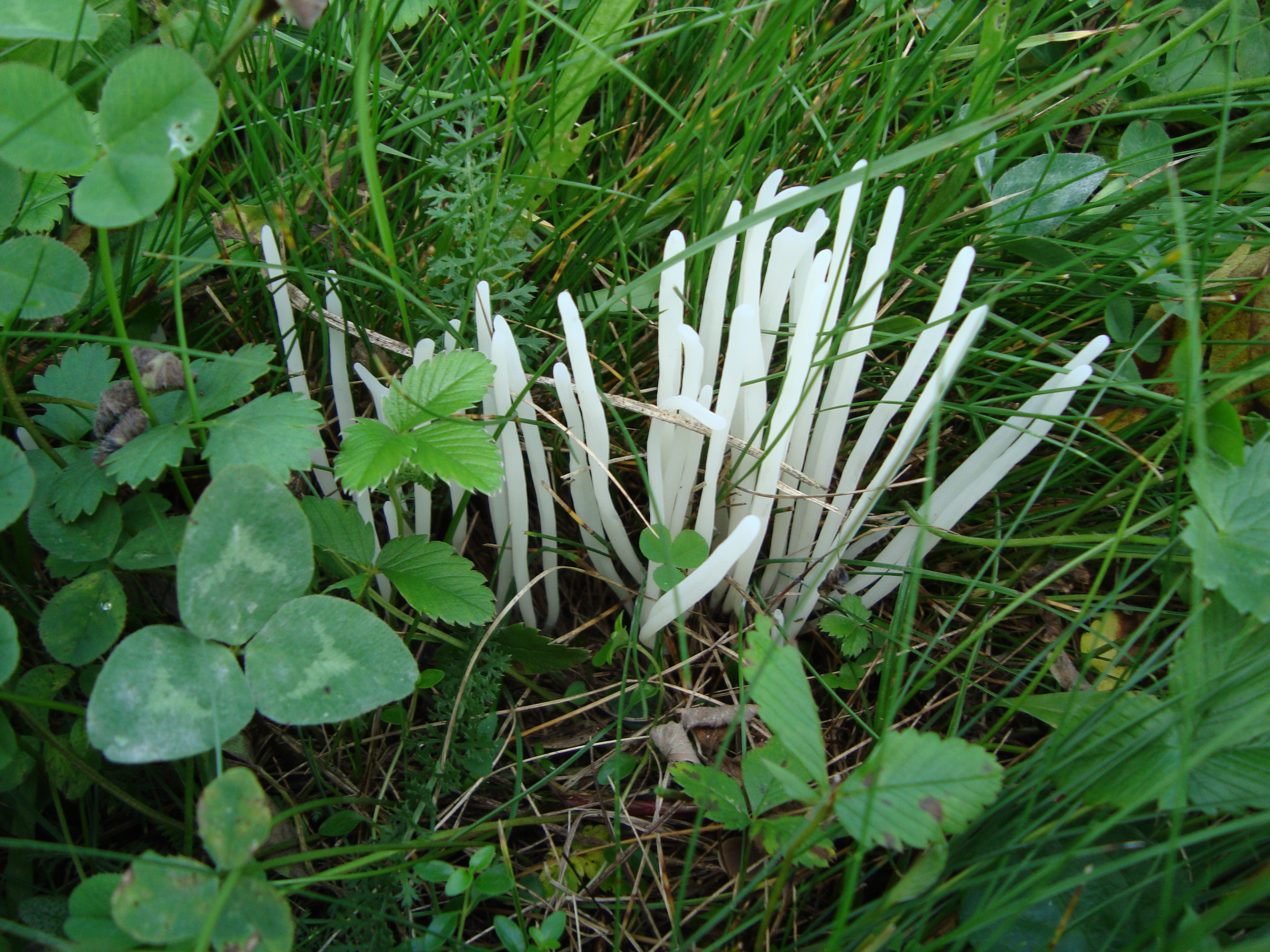
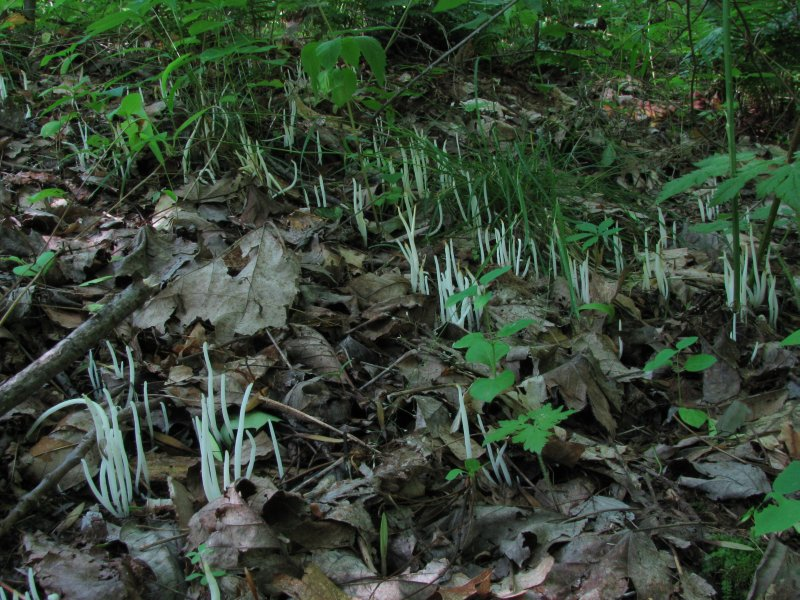